# Paterna de Castella
Paterna de Castella (Comtat de Castella, s. IX) fou una noble castellana, reina consort d'Astúries pel seu matrimoni amb Ramir I.
El seu nom està documentat com «Paterna Regina» a l'ara de Santa María del Naranco (Oviedo) de 848. Paterna va ser la segona muller de Ramir I, que quan va accedir al tron a la mort d'Alfons II (842), es trobava a Bardúlia, és a dir, les terres de l'antic comtat de Castella, per contraure de nou matrimoni. Segons el mateix autor, la mare d'Ordoni I –que l'any del casament devia tenir ja més de vint anys– va ser la primera muller de Ramir, de la qual se'n desconeix el nom.
Cronistes com Lucas de Tui o Jiménez de Rada li donen el nom d'Urraca, el mateix nom que consta a làpida de la capella d'Alfons II a la catedral d'Oviedo. En canvi, la Crònica Sebastianense la denomina Paterna, mentre que el cronista Luis de Salazar va donar-li un nom compost, anomenant-la Urraca Paterna. Tanmateix, en opinió de Floriano, aquest nom va sortir del fals privilegi del Voto de Santiago i és una confusió amb la muller de Ramir II, que d'acord amb Jaime de Salazar és una de les primeres reines documentades amb aquest nom. Algun autor posterior ha recuperat la teoria del doble nom basant-se, precisament, en el Voto de Santiago i la làpida de la capella d'Alfons II, que daten el 861, suposant que Paterna va morir onze anys més tard que el rei Ramir I i, de fet, la fa abadessa del monestir de benedictines de San Juan Bautista (avui de San Pelayo).